# انتظار (فیلم ۱۳۵۳)
انتظار فیلم ایرانی کوتاه ۴۶ دقیقه‌ای به کارگردانی و نویسندگی امیر نادری محصول سال ۱۳۵۳ است. این فیلم تولید کانون پرورش فکری کودکان و نوجوانان می‌باشد.
در سال ۲۰۰۸ فیلم انتظار همراه با دو فیلم دیگر نادری، دونده و آب، باد، خاک در مراسم بزرگداشت امیر نادری در سی‌امین سال برگزاری جشنواره فیلم سه قاره نانت، نمایش داده شد.
آلبرتو باربرا مدیر سابق جشنواره فیلم ونیز و موزه ملی تورین ایتالیا که سال ۲۰۰۶ مجموعه‌ای از آثار امیر نادری را نمایش داده بود انتظار را بهترین فیلم نادری دانسته‌است: «اصلاً نمی‌شود تصور کرد این فیلم که یک مدرنیته محض است ۳۲ سال پیش ساخته شده باشد.»

## خلاصه داستان
داستان در شهری ساحلی در جنوب ایران می‌گذرد.
پسر نوجوانی که باید برای زن و مرد پیری هر روز ظرف بلوری پر از یخ ببرد، شخصیت اصلی فیلم است.
پسر، ظرف را در خانه‌ای که دست یک زن جوان از آن بیرون می‌آید، به دست زن می‌دهد و بی‌آن‌که صورت یا بدن زن را ببیند، ظرف یخ را به خانه زن و مرد سال‌خورده می‌رساند. پسر که بی‌تاب فرارسیدن زمان یخ گرفتن است، یک روز که در شهر عزاداری است درِ خانه‌ای را که دست زن از آن بیرون می‌آید، باز می‌کند و به درون خانه می‌رود و صحنه‌های عجیبی از عزاداری زنان داخل خانه می‌بیند، پیرزنی که آن‌جاست متوجه حضور پسر می‌شود و او را تنبیه می‌کند و از خانه بیرون می‌اندازد. دفعه بعد که پسر برای گرفتن یخ به خانه می‌رود، دست چروکیده پیرزنی به جای دست جوان زن همیشگی، از در بیرون می‌آید تا کاسه را از پسر بگیرد و پر از یخ کند.

## عوامل فیلم
- کارگردان: امیر نادری
- فیلم‌نامه: امیر نادری
- دستیار کارگردان: رضا ظهیری
- فیلم‌بردار: فیروز ملک‌زاده
- دستیار فیلمبردار: بیژن عرفانیان، علی رهنما
- تدوین: کامران شیردل
- تیتراژ: اوجی
- بازیگران: حسن حیدری، زهره قهرمانی، فرزانه یوسفی، سهیلا احمدی، رضا یاقوتی، زهرا چوبدار، رسول چمنی، محمود بوشهری،

## جوایز
- جایزه برای فیلم انتظار از جشنواره بین‌المللی فیلم‌های کودکان و نوجوانان کن در سال ۱۳۵۳ خورشیدی (۱۹۷۴ میلادی) (نادری جایزه‌اش را از دست فرانسوا تروفو گرفت) (جایزهٔ ویژه هیئت داوران کن در ۱۹۷۴ به فیلم داستان‌های عشقی هزار و یک شب پازولینی تعلق گرفته‌است)
- پلاک طلای ویژه هیئت داوران در هشتمین جشنواره بین‌المللی فیلم «آمریکاس» در جزایر ویرجین (Virgin Islands) آمریکا در سال ۱۹۷۵ میلادی (۱۳۵۴ خورشیدی)[۳]